# Judgment Night
Judgment Night este episodul 10 al serialului american Zona crepusculară.

## Prezentare

### Intriga
Un bărbat stă la bordul unui vapor sub pavilion britanic care traversează oceanul Altantic în 1942. Acesta se numește Carl Lanser și pare dezorientat, neștiind cum a ajuns la bord și care este identitatea sa. Mai târziu, stând alături de căpitan și pasageri, Lanser infirmă posibilitatea ca nava să fie vânată de o „haită” de submarine cu ajutorul unor cunoștințe neobișnuite despre tactici militare. Acesta nu-și poate explica de unde are aceste informații și își amintește doar că s-a născut în Germania, dar menționează că nava, echipajul și pasagerii i se par familiari. Când este chemat pe punte de către căpitan, nu poate dovedi că este cine spune că este. Încă confuz, Lanser este trimis în cabina sa împreună cu un steward, iar printre bunurile sale descoperă o caschetă de ofițer Kriegsmarine cu numele său scris în interior.
Căpitanul este obligat să oprească nava pentru reparații, după ce motoarele suprasolicitate se defectează la 12:05. Lanser devine din ce în ce mai neliniștit, bântuit de sentimentul că un dezastru iminent urmează să aibă loc. Convins că toți cei aflați la bord vor muri la 1:15, Lanser intră în panică și aleargă pe holurile navei în încercarea de a trage un semnal de alarmă. Acesta descoperă brusc că nava este în mod misterios goală și când, în cele din urmă, descoperă  o parte din pasageri, aceștia îl privesc în tăcere, în timp ce îi imploră cu disperare să abandoneze nava până în momentul în care aceștia dispar subit. La 1:15, în timp ce un reflector luminează nava, Lanser privește îngrozit cum un U-boot aflat la suprafață, comandat de căpitanul-locotenent⁠(d) Carl Lanser, deschide focul. Nava se scufundă repede și nimeni nu supraviețuiește.
Mai târziu, căpitanul Lanser se află în cabina sa de la bordul submarinului pe care îl comandă, unde înregistrează recentul atac. Comandantul secund, Lt. Mueller, este profund tulburat de acțiunile militare întreprinse, fără să avertizeze pasagerii de la bordul navei că urmează să fie atacați, și se întreabă „dacă nu suntem toți blestemați din acest moment”. Lanser ia în derâdere opinia secundului, menționând că cu siguranță sunt blestemați în ochii marinei britanice, însă Mueller spune că se referea la Dumnezeu, nu la britanici. Deși Lanser este sceptic, Mueller este din ce în ce mai convins că echipajul submarinului va răspunde într-o zi pentru această crimă, retrăind ad infinitum experiențele acelei zile. Considerat principalul responsabil, Lanser este condamnat să moară la nesfârșit ca pasager al navei pe care a scufundat-o.